# مخاک یسائیان
مخاک خاچاطوری یسائیان (ارمنی: Մեխակ Խաչատուրի Եսայան؛ زادهٔ ۱۰ مارس ۱۹۲۷) یک  سیاستمدار اهل ارمنستان است که از تاریخ ۱۹۹۰ تا تاریخ ۱۹۹۵ سمت نمایندگی دوره اول شورای عالی جمهوری ارمنستان را برعهده داشت.

## زندگی‌نامه
در ۱۰ مارس ۱۹۲۷ در ارمنستان به دنیا آمد . 